# Cophyla pollicaris
Espèce
Synonymes
- Platypelis pollicaris Boulenger, 1888

Statut de conservation UICN

 LC  : Préoccupation mineure
Cophyla pollicaris est une espèce d'amphibiens de la famille des Microhylidae.

## Répartition

Aire de répartition de Platypelis pollicaris.

Cette espèce est endémique de Madagascar. Elle se rencontre dans le nord, l'est et de centre de l'île. On la trouve entre 300 et 1 500 m d'altitude.

## Description
Cophyla pollicaris mesure de 26 à 28 mm. Son dos est brun taché de motifs clairs et sombres. La peau de son dos est lisse. Les mâles ont un seul sac vocal.

## Publication originale
- Boulenger, 1888 : Descriptions of new Reptiles and Batrachians from Madagascar. Annals and Magazine of Natural History, sér. 6, vol. 1, no 6, p. 101-107 (texte intégral).